# Szeucsest
Szeucsest (románul: Săucești) falu Romániában, Moldvában, Bákó megyében. Községközpont, öt falu, Bogdan Vodă, Costei, Schineni, Siretu és Șerbești tartozik még hozzá.

## Fekvése
Bákó 6 km-re északkeletre, a megyeszékhely szomszédságában, a DN2-es főút közelében fekvő település.

## Népesség
A 2002-es népszámláláskor 4181 lakosa volt. Ebből 94,25% románnak, a többi egyéb nemzetiségűnek vallotta magát. A népességből 78,91% volt görögkeleti ortodox, 14,51% pedig római katolikus.
A 2011-es népszámláláskor 4772 lakosa volt.

## Külső hivatkozások
- Szeucsest község honlapja